# Newdigate
Newdigate is een civil parish in het bestuurlijke gebied Mole Valley, in het Engelse graafschap Surrey met 1749 inwoners.